# Un été pour tout vivre
Pour plus de détails, voir Fiche technique et Distribution.
Un été pour tout vivre (titre original : New Year's Day) est une comédie dramatique britannique réalisée par Suri Krishnamma et sortie en 2000 lors de sa présentation dans les festivals de Taormina, en Italie et de Flandre-Gand, en Belgique. Il est sorti en salles au Royaume-Uni le 2 novembre 2001.

## Synopsis
Jake et Steven, seize ans, vivent dans une petite ville de la cote sud anglaise. Les vacances de Noël approchent et ils sont très excités à l'idée de partir faire du ski. Cela représente plus que de simples vacances quand on va avoir dix-sept ans. Eux et leurs camarades partent skier en France avec leur professeur d'anglais. Une de leurs amis, Heather, emporte une caméra vidéo afin de filmer le groupe. Dès le second jour, ils font du hors-piste, plaisantent devant la caméra de Heather lorsqu'une avalanche balaie le groupe et les engloutit dans une mer de neige.

## Fiche technique
- Titre : Un été pour tout vivre
- Titre original : New Year's Day
- Réalisateur : Suri Krishnamma
- Scénario : Ralph Brown
- Directeur de la photographie : John De Borman
- Cadreur : Chris Plevin
- Montage : Adam Ross
- Musique : Julian Nott
- Producteur : Simon Channing-Williams, Stephen Cleary
- Coproducteur : Ralph Brown
- Producteur exécutif : David Forrest, Beau Rogers
- Effets spéciaux : Garth Inns
- 1er assistant réalisateur : Chris Carreras
- 2e assistant réalisateur : Robert Grayson
- Ingénieur du son : Søren Bjerregaard-Ryan
- Scripte : Beverly Winston
- Pays d'origine :  Royaume-Uni
- Langue : Anglais
- Genre : Drame
- Durée : 101 minutes
- Dates de sortie :
  -  Italie : 6 juillet 2000 (Festival du film de Taormine)
  -  Belgique : octobre 2000 (Festival international du film de Flandre-Gand)
  -  France : 27 juin 2001
  -  Royaume-Uni : 2 novembre 2001

## Distribution
- Marianne Jean-Baptiste : Veronica
- Jacqueline Bisset : Geraldine
- Anastasia Hille : Shelley
- Ralph Brown : Mr Diamond
- Michael Kitchen : Robin
- Sue Johnston : Mrs Fisher
- Andrew Lee Potts : Jake
- Bobby Barry : Steven

## Récompenses et distinctions
- Festival international du film de Flandre-Gand 2000
  - Youth Jury Award - Mention spéciale pour Suri Krishnamma
- Festival de Raindance 2001
  - Prix du Jury pour Suri Krishnamma
- Festival international du film fantastique de Yubari 2001
  - Grand Prix